# جيمس جيسوب
جيمس جيسوب (بالإنجليزية: James Jessop)‏ هو رسام بريطاني، ولد في 1974 في Bletchley ‏ في المملكة المتحدة.

## وصلات خارجية
- الموقع الرسمي